# Hackerbräumoos
Hackerbräumoos war ein Gemeindeteil der 1971 aufgelösten Gemeinde Ampermoching im oberbayerischen Landkreis Dachau.
Nach 1970 ging aus Hackerbräumoos und Leistbräumoos der Gemeindeteil Hackermoos der Gemeinde Hebertshausen hervor.

## Lage
Hackerbräumoos lag im Dachauer Moos unmittelbar westlich der Gemeindegrenze zu Oberschleißheim. Nördlich anschließend lag Leistbräumoos.

## Geschichte
Die Besiedlung hat ihren Ursprung in der Mitte des 19. Jahrhunderts beginnenden Umstellung auf Torffeuerung  in den großen Brauereien. Matthias Pschorr vom Münchner Hackerbräu, errichtete auf den 188,48 Tagwerk Moosgrund, die er 1856 für 5000 Gulden gekauft hatte, zunächst 1856 die Wirtschaftsgebäude und 1862 ein Arbeiterwohnhaus. 1912 wurde die Schwaige an das Bayerische Militär Ärar verkauft und 1942 ging das Areal auf die Landesanstalt für Moorwirtschaft über.

### Einwohnerentwicklung
Bei den Volkszählungen wird der Ort erstmals 1885 dokumentiert. Bei der Volkszählung am 1. Dezember 1880 und den vorausgegangenen wurde der Ort nicht erfasst.
| Jahr        | 1885 | 1900 | 1925 | 1950 | 1961 | 1970 |
| Einwohner   | 21   | 18   | 10   | 45   | 66   | 67   |
| Wohngebäude | 3    | 3    | 1    | 8    | 14   |      |